# Église Saint-Quentin de Soumont-Saint-Quentin
Pour les articles homonymes, voir Église Saint-Quentin.
Ne doit pas être confondu avec Église Saint-Quentin de Saint-Quentin-de-la-Roche.
L'église Saint-Quentin est une église catholique située dans le bourg de Soumont-Saint-Quentin dans le département français du Calvados et la région Normandie.

## Historique
L'édifice est construit du XIIe au XIVe siècle.
Il est classé au titre des monuments historiques depuis le 30 juin 1910.

## Architecture

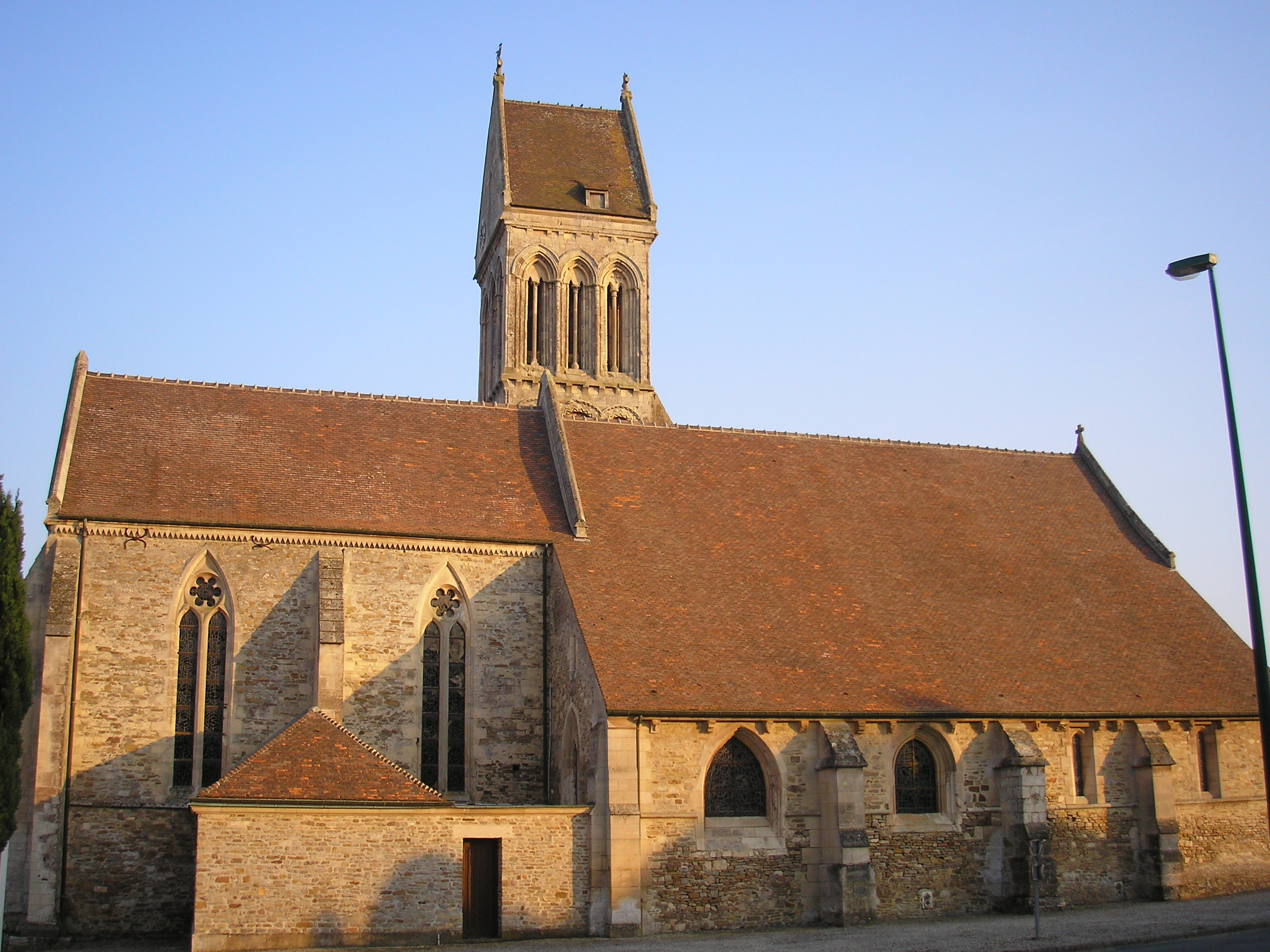
Vue septentrionale.
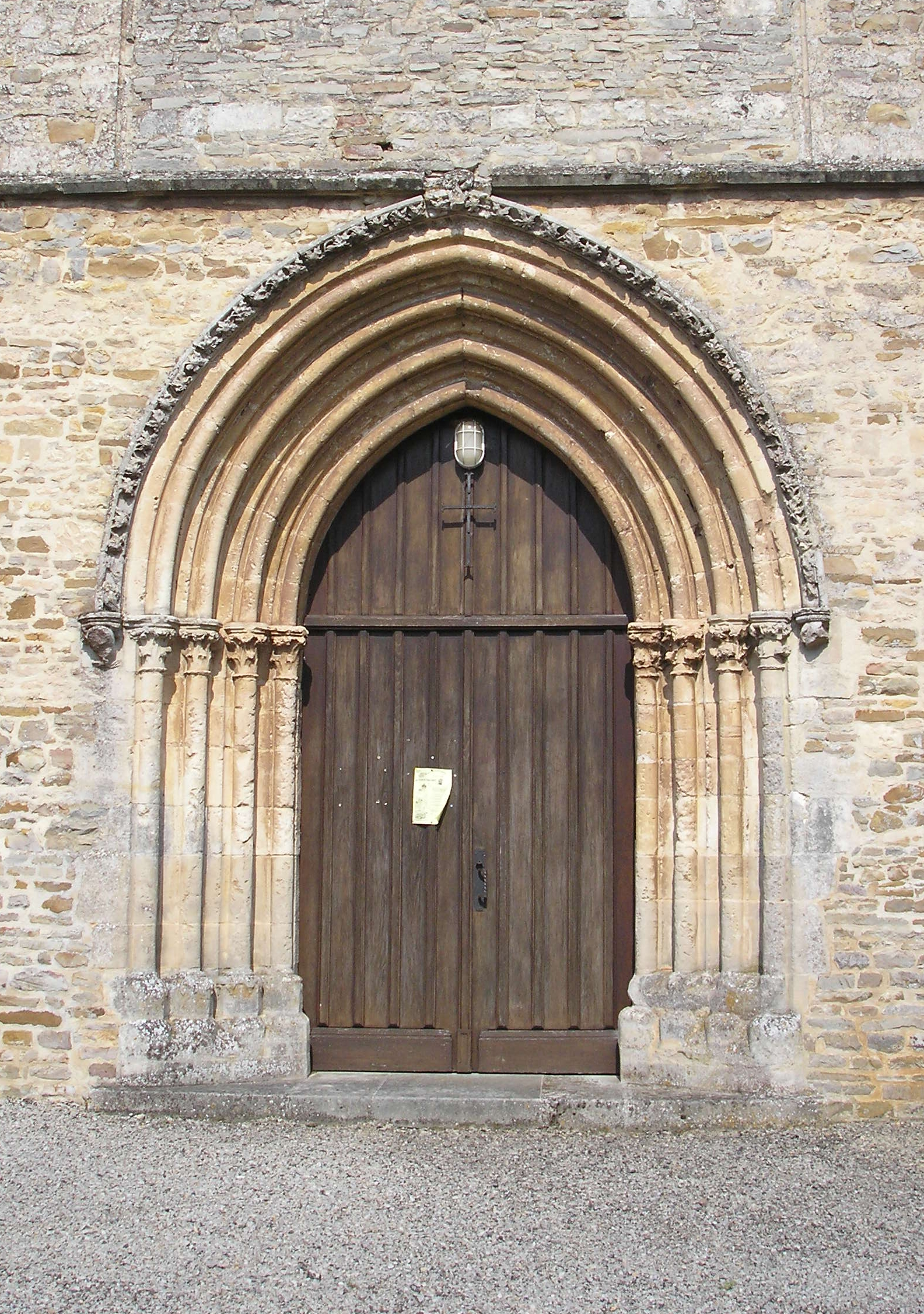
Le portail occidental.
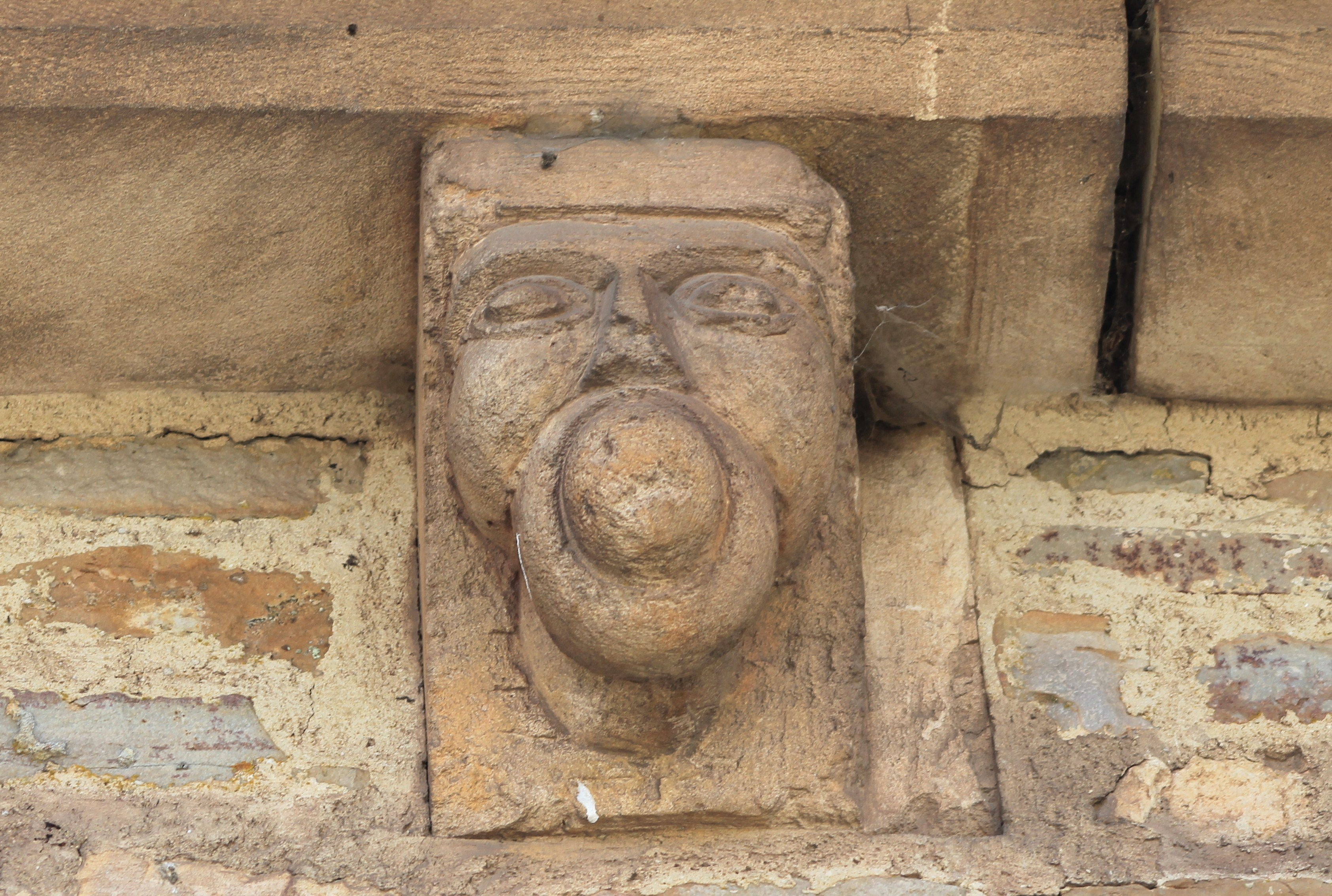
Un modillon.